# Yu-Gi-Oh! The Movie: Pyramid of Light
Yu-Gi-Oh! The Movie: Pyramid of Light, in Japan uitgebracht als Yu-Gi-Oh! Duel Monsters: Pyramid of Light (遊戯王デュエルモンスターズ 光のピラミッド, Yūgiō Dyueru Monsutāzu Hikari no Piramiddo) is een animefilm gebaseerd op de animatieserie Yu-Gi-Oh!. De film is in Nederland uitgebracht in een nagesynchroniseerde versie. De film was ook in de Nederlandse bioscopen te zien, de premiere vond plaats op 10 oktober 2004 in Pathé Arena in Amsterdam.

## Plot
De film speelt zich af na de Battle City-saga. Het Battle City-toernooi is afgelopen en Yugi Muto heeft inmiddels alle drie de Egyptische Godkaarten in zijn bezit. Seto Kaiba wil Yugi nog altijd verslaan. Hij besluit de schepper van het Duel Monsters-spel, Maximillion Pegasus, op te zoeken in de hoop dat die een manier weet om de godkaarten te verslaan. Kaiba vindt Pegasus in diens kasteel, en daagt hem uit tot een duel. Kaiba wint, en krijgt van Pegasus de kaart waar hij naar zoekt. Kaiba vindt in Pegasus’ deck echter twee kaarten, terwijl er volgens Pegasus maar 1 is.
Ondertussen zoeken Yugi, Téa, en Solomon schuil voor een bende duellisten die Yugi willen uitdagen voor de Egyptische Godkaarten. Ze belanden in het Dominomuseum, alwaar net een nieuwe attractie is geopend: de piramide van het licht. Deze piramide lijkt sterk op de Millennium Puzzel. Dan worden zowel de piramide als de inhoud van een sarcofaag gestolen. Voordat Yugi kan uitzoeken wie achter de diefstal zit, wordt hij door Kaiba uitgedaagd tot een duel. Tijdens het duel begint Yugi te vermoeden dat er duistere krachten in het spel zijn, vooral wanneer Kaiba een valkaart gebruikt genaamd “Piramide van het licht”. Deze kaart lijkt niet alleen op de piramide uit het museum, zijn activering verslaat automatisch de drie godkaarten. Yugi duelleert ondanks het verlies van de godkaarten toch door, maar Kaiba is nu zwaar in het voordeel. Net als Kaiba lijkt te gaan winnen, wordt hij van achteren weggeduwd door een mysterieuze man. Deze man, die de gestolen piramide om zijn nek draagt, neemt Kaiba’s plaats in en duelleert verder met Yugi.
De man stelt zich voor als Anubis (アヌビス Anubisu), de Egyptische heerser van de doden, die 5000 jaar geleden werd verslagen door Yugi’s alter ego, de naamloze farao. Hij is teruggekeerd voor wraak (in de Japanse versie van de film wil hij hiervoor de koning van de vernietiging oproepen). Anubis bezit de kaarten Andro Sphinx en Sphinx Teleia, die hij fuseert tot de machtige Theinen the Great Sphinx.
Tijdens dit alles worden de zielen van Téa, Joey en Tristan op mysterieuze wijze uit hun lichaam getrokken, en belanden in de Millennium Puzzel. Van daaruit staan ze Yugi bij. Yugi gebruikt uiteindelijk de Blue-Eyes Shining Dragon, een monster opgeroepen door Kaiba, om de piramide van het licht-kaart te vernietigen. Hierdoor kan hij zijn godkaarten terughalen en Theinen the Great Sphinx verslaan. De aanval vernietigt tevens de piramide rondom Anbuis' nek.
Anubis geeft zich nog niet gewonnen, en verandert zichzelf in een groot jakhalsachtig beest. Yugi en Kaiba besluiten samen te spannen en vernietigen dit beest met behulp van Blue-Eyes Shining Dragon.

## Cast

### Japanse versie
| Acteur           | Personage             |
| ---------------- | --------------------- |
| Shunsuke Kazama  | Yugi Muto / Dark Yugi |
| Hiroki Takahashi | Katsuya Jonouchi      |
| Maki Saito       | Anzu Mazaki           |
| Hidehiro Kikuchi | Hiroto Honda          |
| Jiro J. Takasugi | Pegasus J. Crawford   |
| Tadashi Miyazawa | Sugoroku Muto         |
| Junko Takeuchi   | Mokuba Kaiba          |
| Kenjiro Tsuda    | Seto Kaiba            |
| Kouji Ishii      | Anubis                |

### Engelse versie
| Acteur         | Personage             |
| -------------- | --------------------- |
| Dan Green      | Yugi Muto / Yami Yugi |
| Wayne Grayson  | Joey Wheeler          |
| Amy Birnbaum   | Téa Gardner           |
| Frank Frankson | Tristan Taylor        |
| Darren Dunstan | Maximillion Pegasus   |
| Adam Blaustein | Solomon Muto          |
| Tara Jayne     | Mokuba Kaiba          |
| Eric Stuart    | Seto Kaiba            |
| Scottie Ray    | Anubis                |

## Achtergrond

### Uitgave
De film werd in Amerika eerder uitgebracht dan in Japan. Wel is de Amerikaanse versie maar 90 minuten tegen de originele Japanse versie 101. De Japanse versie werd in Japan uitgebracht nadat de film eerst in Amerikaanse bioscopen was verschenen.

### Ontvangst
In het openingsweekend bracht de film $9.485.494 op, en haalde daarmee de 4e plaats. In de tweede week zakte de film echter al naar de 10e plaats met een opbrengst van $3.245.167. Uiteindelijk bracht de film wereldwijd $29.170.410 op.
Omdat de film voornamelijk was geproduceerd voor fans van de serie, kreeg hij erg negatieve kritieken van de critici. Ook op de IMDb deed de film het niet goed, waar hij inmiddels op de 65e plaats staat in de lijst van 100 slechtste films.